# جاك سويغيرت

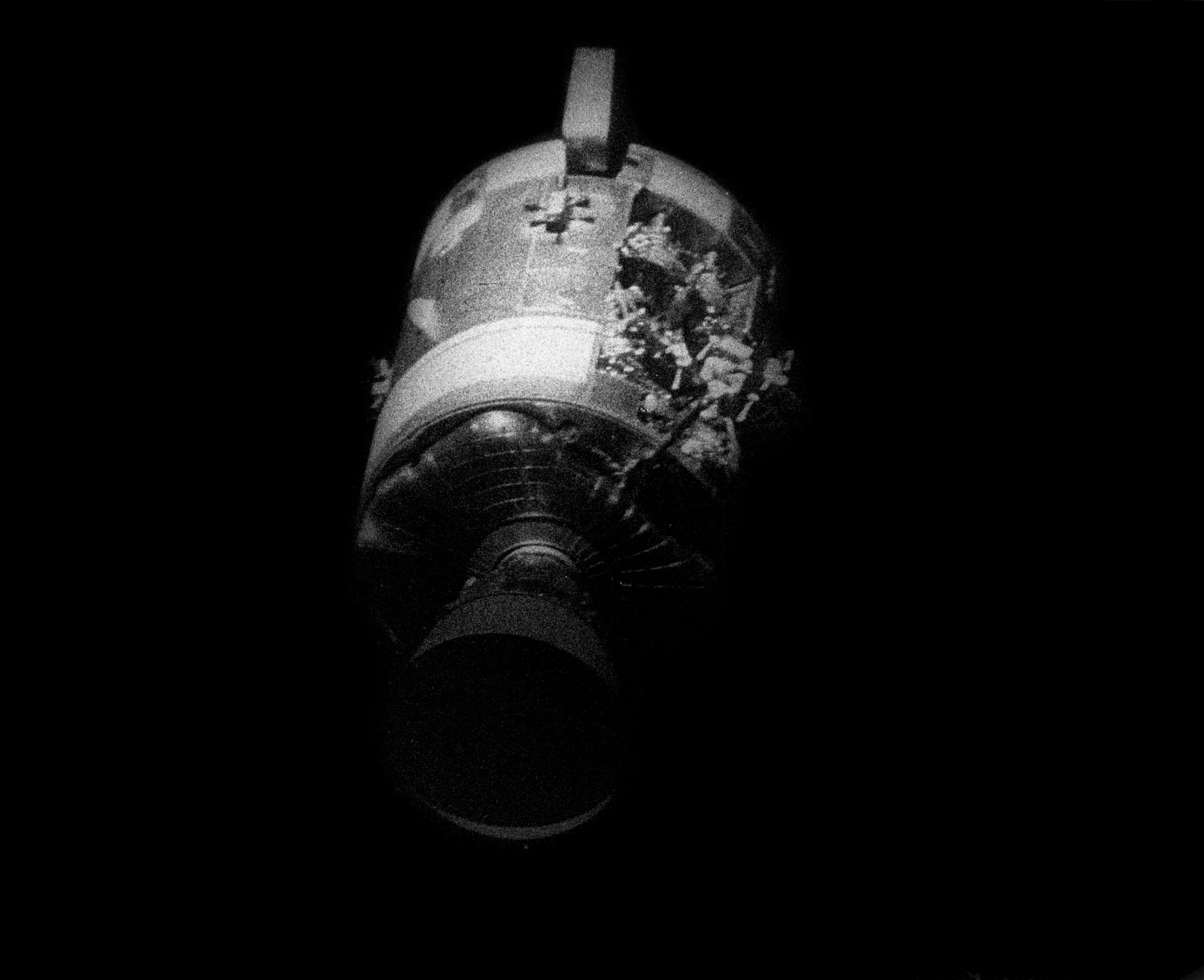
وحدة الخدمة لمركبة فضاء أبولو 13 المتضررة كما صورها الرواد بعد أن فصلوها عن كبسولة القيادة.

كان جاك سويغيرت أحد رواد الفضاء الأمريكيين الذين قاموا برحلة إلى القمر. ولد جاك سويغيرت في 30 أغسطس 1931، وتوفي في 27 ديسمبر 1982. واختارته ناسا للقيام هو وزملائه جيم لوفل وفريد هايس ببعثة أبولو 13 بقصد الهبوط على القمر. أثناء رحلة الذهاب إلى القمر انفجر خزان للأوكسجين في وحدة الخدمة لمركبة الفضاء وأحدث تدميرا بالغا للمركبة وفي نفس الوقت عجزا كبيرا في مخزون الأكسجين اللازم لتنفس رواد الفضاء، واللازم أيضا لتوليد التيار الكهربائي في المركبة بخلايا الوقود. لهذا قررت ناسا إلغاء المهمة المعهودة للرواد لإجرائها على القمر، والعمل على استرجاعهم بأسرع ما يمكن بسلام. وتابع ملايين من الناس على شاشات التلفزيون آنذاك عملية إنقاذ طاقم أبولو 13 الحرجة وإعادتهم سالمين إلى الأرض. لم يتمكن الثلاثة رواد من الهبوط على القمر وبذلك أصبحوا من ضمن 24 رائد فضائي سافروا إلى القمر حتى الآن.
عمل سويغيرت قبل التحاقه بناسا كطيار اختبار. وبعد مغادرته ناسا رشح نفسه ليكون عضوا في الكونغرس إلا أنه توفي قبل أن يحلف يمين العضوية.

## اقرأ أيضاً
- نيل أرمسترونج
- بز ألدرن
- مايكل كولينز
- جون يونغ
- ألان بين
- ريشارد جوردن
- ديفيد سكوت
- ألفريد وردن
- جيمس إروين
- فاروق الباز
- أبولو 11
- أبولو 10
- أبولو 8
- أبولو 17

## وصلات خارجية
- جاك سويغيرت على موقع IMDb (الإنجليزية)
- جاك سويغيرت على موقع الموسوعة البريطانية (الإنجليزية)
- جاك سويغيرت على موقع ميوزك برينز (الإنجليزية)
- جاك سويغيرت على موقع إن إن دي بي (الإنجليزية)
- جاك سويغيرت على موقع قاعدة بيانات الفيلم (الإنجليزية)

- Jack Swigert on IMDb
- John L. "Jack" Swigert, Jr., Award for Space Exploration